# Francisco Maciel
Francisco Maciel García (Querétaro, 7 gennaio 1964) è un ex tennista messicano.

## Carriera
Si fa notare a livello giovanile durante gli US Open 1982 raggiungendo la semifinale sia in singolare, sconfitto da Guy Forget, che nel doppio ragazzi.
Due anni dopo partecipa ai Giochi olimpici di Los Angeles dove il tennis era uno sport dimostrativo e riesce a raggiungere la finale dove viene sconfitto da Stefan Edberg in due set. Rappresenta il proprio paese anche nelle due successive olimpiadi senza tuttavia riuscire a superare il primo turno.
Ha fatto parte della squadra messicana di Coppa Davis dal 1982 al 1989 ottenendo tredici vittorie a fronte di dodici sconfitte, nei tornei del Grande Slam ha raggiunto il quarto turno al Roland Garros 1986 e con questo risultato si è issato fino alla trentacinquesima posizione in classifica.
Ha disputato una finale nel circuito maggiore all'Athens Open 1986 ed è stato sconfitto da Henrik Sundström per 0–6, 5–7. Ha vinto il suo unico titolo tra i professionisti al Mexico City Challenger 1990, sconfiggendo in finale Luis Herrera con il punteggio di 2-6, 7-6, 6-3.

## Statistiche

### Singolare

#### Finali perse (1)
| N. | Data        | Torneo             | Superficie  | Avversario in finale | Punteggio |
| 1. | giugno 1986 | Athens Open, Atene | Terra rossa | Henrik Sundström     | 0–6, 5–7  |

### Tornei minori

#### Singolare

##### Vittorie (1)
| N. | Data        | Torneo                                    | Superficie  | Avversario in finale | Punteggio     |
| 1. | aprile 1990 | Mexico City Challenger, Città del Messico | Terra rossa | Luis Herrera         | 2-6, 7-6, 6-3 |